# 赤来塔吉
赤来塔吉，中华人民共和国政治人物、全国脱贫攻坚先进个人。

## 生平
赤来塔吉任那曲市色尼区委副书记、区长，色尼区脱贫攻坚指挥部指挥长。因在脱贫攻坚战中作出突出贡献，2021年2月25日全国脱贫攻坚总结表彰大会上，赤来塔吉被授予“全国脱贫攻坚先进个人”。